# Saison 2011-2012 du Manchester City FC
Maillots
Dernière mise à jour : 23 octobre 2011.
Chronologie
Saison précédente Saison suivante
La saison 2011-2012 de Manchester City est la 10e saison consécutive du club en Premier League. Ayant remporté la coupe d'Angleterre la saison précédente, le club commence la saison par un match en Community Shield face à son rival et voisin, Manchester United, le 7 août 2011 à Wembley.
En plus de jouer la Community Shield, le club dispute le Championnat, la FA Cup, la Carling Cup et la Ligue des Champions.

## Transferts

### Mercato d'été

#### Arrivées
| Date            | Type                          | Prix     | Joueur            | Ancien club           | Championnat       |
| 1er juin 2011   | Achat pour la réserve du club | - M€     | Denis Suarez      | Celta Vigo            | Liga BBVA         |
| 16 juin 2011    | Achat pour la réserve du club | - M€     | Karim Rekik       | Feyenoord             | Eredivisie        |
| 4 juillet 2011  | Achat                         | 9 M€     | Gaël Clichy       | Arsenal FC            | Premier League    |
| 6 juillet 2011  | Achat                         | 13.80 M€ | Stefan Savić      | FK Partizan Belgrade  | Serbian SuperLiga |
| 15 juillet 2011 | Achat pour la réserve du club | - M€     | John Guidetti     | Nouveau Contrat       | -                 |
| 28 juillet 2011 | Achat                         | 51.80 M€ | Sergio Agüero     | Atlético Madrid       | Liga BBVA         |
| 6 août 2011     | Prêt                          | - M€     | Costel Pantilimon | Politehnica Timişoara | Liga II           |
| 24 août 2011    | Achat                         | 31.70 M€ | Samir Nasri       | Arsenal FC            | Premier League    |
| 31 août 2011    | Fin de contrat                | Gratuit  | Owen Hargreaves   | Libre                 | -                 |

Total dépenses : 106.30 M€

#### Départs
| Date              | Type           | Prix     | Joueur                | Nouveau club        | Championnat                   |
| 1er juin 2011     | Vente          | 1.10 M€  | Felipe Caicedo        | Levante UD          | Liga BBVA                     |
| 1er juin 2011     | Retraite       | -        | Patrick Vieira        | -                   | -                             |
| 14 juillet 2011   | Vente          | 15.50 M€ | Jérôme Boateng        | Bayern Munich       | Bundesliga                    |
| 18 juillet 2011   | Vente          | 4.40 M€  | Shay Given            | Aston Villa         | Premier League                |
| 20 juillet 2011   | Fin de contrat | Gratuit  | Jô                    | SC Internacional    | Campeonato Brasileiro Série A |
| 25 août 2011      | Prêt           | -        | Emmanuel Adebayor     | Tottenham Hotspur   | Premier League                |
| 26 août 2011      | Prêt           | -        | Dedryck Boyata        | Bolton Wanderers    | Premier League                |
| 27 août 2011      | Prêt           | -        | Roque Santa Cruz      | Betis Séville       | Liga BBVA                     |
| 29 août 2011      | Prêt           | -        | Vladimír Weiss        | RCD Espanyol        | Liga BBVA                     |
| 31 août 2011      | Fin de contrat | Gratuit  | Craig Bellamy         | Liverpool FC        | Premier League                |
| 31 août 2011      | Vente          | 5.20 M€  | Shaun Wright-Phillips | Queens Park Rangers | Premier League                |
| 16 septembre 2011 | Prêt           | -        | Alex Nimely           | Middlesbrough FC    | Premier League                |

Total recettes : 26.20 M€

## Matchs
Source : mcfc.co.uk

### Compétition

#### Community Shield
| Dimanche 7 août 2011 | Manchester City           | 2 - 3 | Manchester United             | Wembley Stadium, Londres                   |                                            |
| 15:30                | Lescott 38e · Džeko 45+1e | (2-0) | Smalling 52e · Nani 58e 90+4e | Spectateurs : 77 169 Arbitrage : Phil Dowd | Spectateurs : 77 169 Arbitrage : Phil Dowd |
| 15:30                | Rapport                   |       |                               | Spectateurs : 77 169 Arbitrage : Phil Dowd | Spectateurs : 77 169 Arbitrage : Phil Dowd |

## Classements

### Premier League
Manchester City termine le championnat à la première place avec 28 victoires, 5 matchs nuls et 5 défaites. Une victoire rapportant trois points et un match nul un point, Manchester City totalise 89 points.
Extrait du classement de Premier League 2011-2012
| Rang | Équipe            | Pts | J  | G  | N  | P  | Bp | Bc | Diff |
| --- | ----------------- | --- | -- | -- | -- | -- | -- | -- | ---- |
| 1 | Manchester City   | 89  | 38 | 28 | 5  | 5  | 93 | 29 | +64  |
| 2 | Manchester United | 89  | 38 | 28 | 5  | 5  | 89 | 33 | +56  |
| 3 | Arsenal           | 70  | 38 | 21 | 7  | 10 | 74 | 49 | +25  |
| 4 | Tottenham Hotspur | 69  | 38 | 20 | 9  | 9  | 66 | 41 | +25  |
| 5 | Newcastle United  | 65  | 38 | 19 | 8  | 11 | 56 | 51 | +5   |
| 6 | Chelsea           | 64  | 38 | 18 | 10 | 10 | 65 | 46 | +19  |
| 7 | Everton           | 56  | 38 | 15 | 11 | 12 | 50 | 40 | +10  |
| 8 | Liverpool         | 52  | 38 | 14 | 10 | 14 | 47 | 40 | +7   |
| - Phase de groupes de la Ligue des Champions 2012-2013 - Phases de groupes de la Ligue Europa 2012-2013 - Barrages de la Ligue Europa 2012-2013 |                   |     |    |    |    |    |    |    |      |

### Ligue des Champions
Source : uefa.com
Dernière mise à jour : le 23 octobre 2011
| Rang | Équipe          | Pts | J | G | N | P | Bp | Bc | Diff |
| ---- | --------------- | --- | - | - | - | - | -- | -- | ---- |
| 1    | Bayern Munich   | 13  | 6 | 4 | 1 | 1 | 10 | 5  | +5   |
| 2    | SSC Naples      | 11  | 6 | 3 | 2 | 1 | 10 | 6  | +4   |
| 3    | Manchester City | 10  | 6 | 3 | 1 | 2 | 9  | 6  | +3   |
| 4    | Villarreal CF   | 0   | 6 | 0 | 0 | 6 | 2  | 14 | -12  |

| Légende : Qualifications et éliminations | Légende : Qualifications et éliminations |
| ---------------------------------------- | ---------------------------------------- |
|                                          | Huitièmes de finale                      |
|                                          | Seizièmes de finale de la Ligue Europa   |
|                                          | Éliminé                                  |